# جورا کلان
جورا کلان (به انگلیسی: Jaura Kalan) یک روستا در پاکستان است که در ناحیه خوشاب واقع شده‌است.